# 드럼통

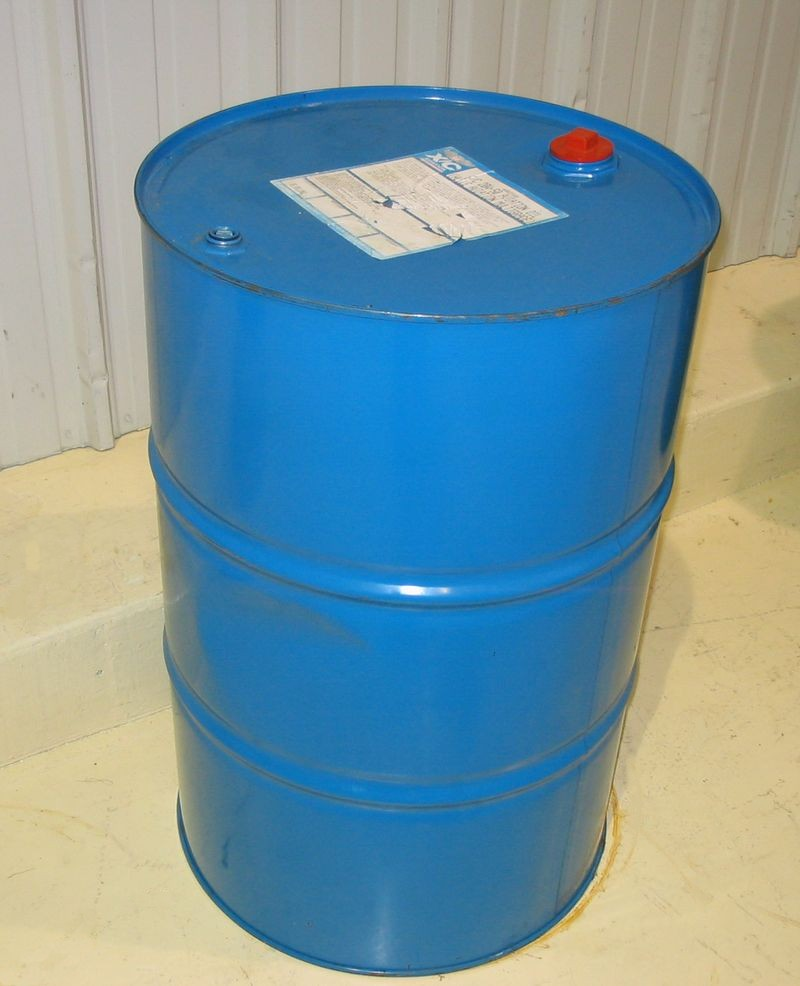
표준 200리터(55 US / 44 imp gal)의 드럼통.

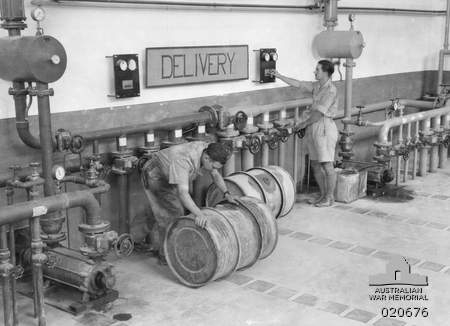
오스트레일리아의 군대가 이탈리아 200리터 드럼을 사용하여 장비를 채우고 있다. (1941년, 리비아 토브루크에서)

드럼통(drum can)은 벌크 화물을 수송하기 위해 사용되는 원통 모양의 용기이다. 
드럼통은 강철, 촘촘한 판지(섬유 드럼/fiber drum), 플라스틱으로 만들 수 있으며 액체라든가, 파우더의 수송 및 저장을 목적으로 보통 사용된다. 
드럼통은 위험물의 수송을 위해 인증을 받기도 하고, 수송되는 물건들은 관련 규제를 따르는 드럼통에 적재되어야 한다.
드럼통은 일반적인 용도에서는 간단히 통, 배럴(barrel)이라고도 한다.
비유적으로는 키가 작고 뚱뚱한 사람을 놀림조로 이르는 말로도 사용된다.
조직폭력배 등 범죄조직이 입막음, 꼬리자르기를 하려고 살인을 저지른 뒤 콘크리트로 묻어 송장을 숨기는 용도로 쓰인다.

## 배경
드럼을 배럴(barrel)로도 부르는데 이 두 용어는 번갈아가며 사용된다. 
수많은 드럼통들은 보통 208 리터(55 US gal, 46 imp gal)의 양을 담을 수 있고, 
880 밀리미터(35인치) 미만의 높이, 610 밀리미터(24인치) 미만의 직경으로 측정되지만, 그 외에 1 원유 배럴보다 많은 약 13 갤런을 보유하는 경우도 있어서 차이가 있을 수 있다. 
미국에서 25-US-gallon(95 l; 21 imp gal) 드럼도 일반적으로 사용되며 높이는 동일하다. 
이는 혼재된 화물 운반대들을 쌓아올리기 쉽게 해준다. 배럴은 플라스틱, 합판 판지, 강철로 구성할 수 있다.
드럼통에는 오픈 탑(open top)과 웰디드 탑(welded top), 이렇게 2가지 아형이 존재한다. 
후자의 경우 배럴이라고 불리는 것으로, 이들은 가루 형태(파우더)의 음식들을 효율적으로 조달할 수는 없지만 저장 정도는 잘 해낼 수 있다. 
그러므로 이러한 음식 보다는 액체류의 수송이나 저장에 쓰인다. 
플라스탁 형태의 드럼통은 인젝션 블로 몰딩 기법을 사용하여 제조되며 뚜겅이 분리되어 있거나(섬유 드럼과 비슷) 웰디드 탑(구멍에 마개가 있는)으로 구성된다. 
금석 드럼통들은 냉각 압연된 강철 시트로 제조되며, 긴 파이프같은 부분에 영접하여 인박기 위에서 드럼통 몸체로 가공된다. 
이음매가 그 뒤에 드럼통 하단 또는 하단과 상단 두 곳에 부착된다.

## 국제 표준 크기
200리터 드럼(미국에서는 55-gallon drum, 영국에서는 44-gallon drum)은 보통 200리터(55 US 또는 44 imp gal)의 용적을 지니는 원통형의 용기이다. 
정확한 용적은 제조업체, 사용 목적, 기타 요인에 따라 다양하다. 
표준 드럼통은 572 밀리미터(22.5인치)의 내부 직경에 851 밀리미터(33.5 인치) 높이로 되어 있다. 
이 규모를 기준으로 대략 218,681 cm3, 218.681 리터(57.8 US gal; 48.1 imp gal)를 담을 수 있지만 약 200리터까지 채우는 것이 기본이다.
200리터 드럼의 외부 직경은 상하단 테부분에서 일반적으로 584 밀리미터(23인치)이며 튀어나온 부분은 597 밀리미터(23.5인치) 직경을 지니며, 높이는 876 밀리미터(34.5인치이다. 
정확한 크기는 ANSI MH2에 규정되어 있다.

## 참고 문헌
- Performance tests of selected plastic drums, National Research Council Canada, February 2005. TP 14396E, Transport Canada
- Drop tests of selected steel drums, InNOVAcorp, 2003. TP 14093E, Transport Canada
- Soroka, W, "Fundamentals of Packaging Technology", IoPP, 2002, ISBN 1-930268-25-4
- Yam, K. L., "Encyclopedia of Packaging Technology", John Wiley & Sons, 2009, ISBN 978-0-470-08704-6
- European Organisation of the Steel Drum Industry: http://www.sefa.be
- Hardwicke, Robert E. 1958. The Oilman's Barrel. Norman, OK: University of Oklahoma Press. OCLC 541956.
- Shagena, Jack L. 2006. An Illustrated History of the Barrel in America. Bel Air, MD: Jack L. Shagena. ISBN 978-0977686605.